# Johann Baptist Dähler
Johann Baptist Dähler (Appenzell, 28 oktober 1808 - Appenzell, 24 oktober 1879), was een Zwitsers politicus.
Dähler bezocht de Latijnse school in Appenzell en het gymnasium in Feldkirch en Yverdon. Vervolgens nam hij de leiding van zijn herenboerderij Blattenrain op zich.
Dähler trad in 1840 toe tot de regering (Regierungskommission) van het kanton Appenzell Innerrhoden. Van 1840 tot 1841 was hij Zeugherr, van 1845 tot 1849 en van 1866 tot 1873 was hij Landessäckelmeister. Tussen 1849 en 1865 was hij afwisselend Regierend Landammann (dat wil zeggen regeringsleider) van het kanton Appenzell Innerrhoden en Pannerherr (plaatsvervangend regeringsleider).
Dähler was van 1856 tot 1857 katholiek-conservatief lid van de Kantonsraad (eerste kamer Bondsvergadering) en van 1861 tot 1865 was hij Katholiek-conservatief lid van de Nationale Raad (tweede kamer Bondsvergadering).
Dähler was tijdens de Neuchâtel Crisis (Neuenburgerhandel) (1857) commandant van de troepen van het kanton Appenzell Innerrhoden.
Hij overleed op 69-jarige leeftijd - daags voor zijn 70ste verjaardag – in Appenzell.

## Landammann
- 1849 - 1851 — Landammann
- 1851 - 1853 — Pannerherr
- 1853 - 1855 — Landammann
- 1855 - 1857 — Pannerherr
- 1857 - 1859 — Landammann
- 1859 - 1861 — Pannerherr
- 1861 - 1863 — Landammann
- 1863 - 1865 — Pannerherr

## Verwijzingen
1. ↑  Hoofd munitiedepots
2. ↑  Hoofd financiën

- Gemeinsame Normdatei: 1054382263
- Historisch woordenboek van Zwitserland: 004463
- Zwitserse Bondsvergadering: 1839
- Virtual International Authority File: 309651297